# Sekundarni metabolit
Sekundarni metaboliti ali drugotni presnovki so organske spojine, ki niso neposredno povezane z normalno celično rastjo, razvojem ali razmnoževanjem danega organizma. Nastajajo torej, ko celica doseže stacionarno fazo rasti. V nasprotju s primarnimi metaboliti odsotnost sekundarnih presnovkov ne vodi v takojšnjo smrt; v ugodnih razmerah njihova odsotnost nima vpliva na obstoj organizma, v neugodnih pa se sčasoma pokažejo zmanjšana možnost preživetja, manjša plodnost ali spremenjen videz. Istovrstni sekundarni presnovki so pogosto omejeni na manjšo skupino vrst znotraj filogenetske skupine in so zato lahko prepoznavni znak pri umeščanju v taksonomski sistem. V naravi imajo pogosto pomembno funkcijo obrambe pred konkurenčnimi organizmi ali škodljivci, npr. pri rastlinski obrambi pred rastlinojedci, ali pri prilagajanju na neugodne razmere v okolju. Ljudje te snovi pogosti uporabljamo v medicini (zdravila), prehrani (aditivi, npr. dišave in barvila) ter kot poživila (droge).

## Razvrščanje sekundarnih presnovkov
Večino za človeka zanimivih sekundarnih metabolitov lahko razvrstimo glede na njihovo biosintezo oz. biosintezno pot. Prekurzorji za sekundarne presnovke so navadno primarni presnovki, torej produkti osnovnega celičnega metabolizma (razgradnja sladkorjev in maščob, sinteza aminokislin, pri rastlinah še fotosintezni procesi). Napak pa bi bilo reči, da je vsaka spojina, nastala iz takšnega produkta, že sekundarna, saj so nekateri derivati nujno potrebni za rast in se prav zato še vedno uvrščajo med primarne presnovke. Tako so nekateri steroidi primarni, drugi pa sekundarni presnovki.
Mogoča je tudi razvrstitev po kemijskih lastnostih (mpr. azafiloni), funkcijah (npr. hormoni) ali čutno zaznavni skupni lastnosti (npr. pigmenti).

### Majhne "male molekule"
- Alkaloidi (navadno majhni, a precej spremenjeni  derivati aminokislin):
  - Hiosciamin, prisoten v  Datura stramonium
  - Atropin, prisoten v Atropa belladonna
  - Kokain, prisoten v  Erythroxylon coca
  - Skopolamin, prisoten v  družini razhudnikovke
  - Kodein and Morphine, prisoten v Papaver somniferum
  - Tetrodotoksin, mikrobni presnovek v ribi napihovalki in nekaterih močeradih
  - Vinkristin & Vinblastin, inhibitorja mitozeiz Catharanthus roseus
- Terpenoidi (produkt semiterpenske oligomerizacije):
  - Azadirahtin, prisoten v Azadirachta indica
  - Artemizinin, prisoten v  Artemisia annua
  - tetrahidrokanabinol, prisoten v marihuani
  - Steroidi (terpeni z dano obročno strukturo)
    - Saponini (rastlinski steroidi, pogosto glikozilirani)
- Glikozidi (močno spremenjeni sladkorji):
  - Nojirimicin
  - Glukozinolati
- Naravni fenoli:
  - Resveratrol, prisoten v japonskem dresniku (Fallopia japonica)
- Fenazini:
  - Piocianin
  - Fenazin-1-karboksilna kislina (in derivati)
- Bifenili in dibenzofurani so fitoaleksini iz taksona Pyrinae[5]
- β-laktami:
  - Penicilin, orisoten v rodu Penicillium

### Velike "male molekule" iz modularnih kompleksov
- Poliketidi:
  - Eritromicin
  - Lovastatin in drugi statini
  - Diskodermolid
  - Aflatoksin B1
  - Avermektini
  - Nistatin
  - Rifamicin
- produkti maščobnokislinskih sintaz :
  - FR-900848
  - U-106305
  - floroglucinoli
- Neribosomski peptidi:
  - Vankomicin
  - Tiostrepton
  - Ramoplanin
  - Teikoplanin
  - Gramicidin
  - Bacitracin
  - Ciklosporin
- Križanci prej omenjenih treh:
  - Epotilon
- Polifenoli

### "Nemale molekule" - DNA, RNA, ribosom "klasični" polisaharidni biopolimeri
- Ribosomaski peptidi:
  - Mikrocin-J25